# Barrabás (película)
Barabbas, conocida en español como Barrabás, es una película italiana de 1961 que desarrolla la supuesta vida de Barrabás después de la muerte de Jesucristo. La película fue dirigida por Richard Fleischer y contó con la actuación de Anthony Quinn, Silvana Mangano, Katy Jurado, Arthur Kennedy, Harry Andrews, Ernest Borgnine, Vittorio Gassman y Jack Palance.
La película está basada en la novela homónima, obra de Pär Lagerkvist, Premio Nobel de Literatura en 1951.

## Argumento
Poco antes de la crucifixión de Jesús de Nazaret, el procurador romano de Judea Poncio Pilato ofrece a la multitud perdonar y liberar a uno de dos condenados: a Jesús o a Barrabás, un peligroso criminal. La multitud elige a Barrabás, que es puesto en libertad y regresa con sus amigos, quienes lo reciben con alegría al enterarse de que se le ha perdonado la vida. Barrabás nota que su esposa, Raquel, no está con ellos y sus amigos le dicen que durante su ausencia, los ha abandonado para seguir las enseñanzas de Jesús. Sin embargo, al enterarse de la liberación de Barrabás, Raquel regresa con el grupo, pero su actitud ha cambiado. 
Durante la crucifixión el cielo se oscurece; impresionado, Barrabás acude al lugar y ve la muerte de Jesús. Luego sigue a la comitiva que lleva el cuerpo a su sepulcro y ve cómo es sellado. Tres días más tarde regresa a la tumba, la encuentra abierta y el cuerpo de Jesús ha desaparecido. Raquel le explica que Jesús ha ascendido al Cielo, pero Barrabás asegura que se trata de una ilusión o que sus seguidores se han llevado el cuerpo. Para confirmar sus sospechas, se dirige hasta donde están los apóstoles y, convencido de que se trata de un engaño, los encara y exige que revelen qué han hecho con el cuerpo. Pedro le responde que no saben donde está, pero creen que ha ascendido al Cielo. Los presentes se refieren también a Barrabás como alguien a quien Dios ha concedido la vida a cambio de la de su hijo, cosa que lo confunde; aún receloso, Barrabás decide no profundizar en el asunto y se marcha. 
Después de reunirse con algunos discípulos de Jesús, Raquel es lapidada por los mismos que pidieron la crucifixión de Jesús; Barrabás, enfurecido, asalta una caravana donde están los responsables del arresto de Raquel matando a uno, pero rápidamente es atrapado. Nuevamente es llevado a juicio ante Poncio Pilato, y aunque su muerte parece inevitable, descubre que la ley prohíbe ejecutar a un indultado, por lo que el procurador romano lo condena a prisión perpetua en las minas de azufre de Sicilia. Barrabás recuerda las palabras de los apóstoles, razonando que Dios le ha otorgado el don de no morir y mientras es llevado por los guardias se burla de todos jactándose que nada ni nadie lo puede matar, por lo que no le atemoriza la pena impuesta. Una vez en la mina, se le coloca al cuello un medallón que lo identifica como propiedad del emperador y señala durante qué gobierno llegó al lugar.
Tras sobrevivir veinte infernales años en la mina, Barrabás es encadenado junto a un recién llegado, Sahek (Vittorio Gassman), cuyo delito ha sido liberar a otros esclavos. Sahek es cristiano y lleva una cruz grabada en el reverso de su medallón, el cual señala que Nerón es el actual emperador. En un comienzo, ambos hombres se detestan; Sahek dice que Barrabás es una de las personas más odiadas por los cristianos ya que es visto como uno de los responsables de la muerte de Jesús, pero con el tiempo, los dos condenados se van haciendo amigos y el cristiano constantemente intenta dar a conocer las enseñanzas de Jesús a su compañero, quien no muestra interés. Sahek, con el paso del tiempo, se va debilitando y no puede trabajar, por lo que corre riesgo de muerte por ejecución. Sin embargo, se produce una gran explosión en la mina. Mientras todos los demás mueren, Barrabás logra escapar de los derrumbes llevando a cuestas a Sahek, a quien aún está encadenado.
Tras recuperarse de las heridas, son enviados a trabajar en el campo. Sahek insiste en convertir a Barrabás y este, de mala gana, le pide que también grabe una cruz en su medallón. Su fama de salvados de la muerte por milagro llama la atención de la esposa del prefecto local, por lo que la pareja visita los campos para que ella toque la ropa de los prisioneros siguiendo la superstición de que así le traspasarán algo de su buena fortuna. En ese instante, aparece un mensajero para anunciar al prefecto que ha sido nombrado senador y desde ahora vivirá en Roma. La mujer lo convence de llevar consigo a los dos hombres como amuletos de buena suerte y Sahek interpreta el cambio de fortuna como un regalo de Dios a Barrabás por abrazar la religión.
Una vez en Roma, Barrabás y Sahek son enviados a una escuela de gladiadores para ser entrenados y pelear en la arena. Aquellos que sobrevivan y destaquen ganarán la libertad. En el anfiteatro, la máxima estrella es Torval (Jack Palance), el gladiador más famoso y peligroso de Roma, que ha ganado la libertad muchas veces, pero ha renunciado a ella ya que ama ser un gladiador. Barrabás, a pesar de ser ya un anciano, entra en la escuela precedido de su fama de sobreviviente sobrenatural y demuestra ser un aprendiz hábil y resistente, lo que hace que Torval se fije en él y constantemente lo provoque y humille. Al mismo tiempo Sahek traba amistad con uno de los sirvientes del anfiteatro, un cristiano que lo pone al tanto del paradero de Pedro y los creyentes, sus escondites en las catacumbas y la cruel persecución por parte de Nerón.
Durante uno de los encuentros en la arena Sahek derrota a su oponente, y aunque el público lo exige, se niega a matarlo. Una vez dentro, los demás gladiadores están molestos con él, ya que temen que su actitud ofenda al dios Marte. Sahek les habla de Jesús, Dios, su doctrina a favor de la vida, la piedad y el amor, además de la profecía de Jesús que dice que quemarán este mundo y sobre sus cenizas construirán el reino de Dios; para probar que todo es genuino pide a Barrabás que cuente cómo conoció a Jesús y atestiguó su muerte y resurrección; pero el anciano finge ignorancia ante el temor de ser juzgado, ya que los guardias y su amo han oído el discurso del joven sin que este lo sepa. Las autoridades descubren que ambos tienen grabados símbolos cristianos en sus medallones, pero ya que son individuos de renombre se les da la oportunidad de salvarse renegando de su fe, cosa que Barrabás no duda en hacer confesando que aunque intentó tener fe no logró sentirla genuinamente en su corazón; Sahek, sin embargo, prefiere morir, por lo que es condenado y ejecutado en público por Torval, quien lo empala con una lanza.
Al día siguiente, en el anfiteatro, se lleva a cabo un espectáculo en el que un grupo de aspirantes a gladiadores a pie debe intentar matar a Torval arrojándole una jabalina antes que él, montando una biga, los envuelva en una red y arrastre por el suelo hasta matarlos. Uno a uno Torval acaba con sus oponentes hasta que solo queda Barrabás, quien lo provoca una y otra vez fingiendo atacarlo y escondiéndose fuera de su alcance hasta que el público comienza a abuchear a Torval por no ser capaz de matarlo a pesar de su ventaja. Presionado y molesto, el gladiador ataca a Barrabás, pero este no emplea la jabalina para atacarlo, sino para devolver la red y atraparlo, haciendo que Torval sea arrastrado por sus propios caballos. El público exige la muerte del vencido y Barrabás lo acaba ganándose así su libertad de parte de un muy impresionado emperador Nerón.
Ya libre, Barrabás busca los restos de Sahek y lo lleva a las catacumbas, donde encuentra a los cristianos y pide que le den un funeral apropiado. Tras entregar el cuerpo y separarse de ellos, Barrabás pasa bastante tiempo perdido en las catacumbas, buscando la salida, pensando en Dios y en su propia vida. 
Tras lograr salir, descubre que se ha producido el gran incendio de Roma y al oír que es obra de los cristianos, piensa que, tal como dijo Sahek, están quemando el Viejo Mundo para construir el reino de Dios. Decidido a no fallarle nuevamente a Dios, se dedica a extender los incendios hasta que es detenido por los legionarios, ante quienes se identifica como un cristiano llevando a cabo la voluntad de Dios mientras los enfrenta. Ya en prisión, es encerrado con Pedro y los demás cristianos, que aseguran ser inocentes; pero los soldados les dicen que, como Barrabás ha confesado, los pueden ejecutar a todos.
Pedro le explica a Barrabás que la destrucción del mundo es solo una metáfora, ya que el reino de Dios es un estado espiritual y los incendios son una conspiración de Nerón para desacreditarlos. Barrabás lamenta que el intento de mostrar su fe haya condenado a todos, pero aun así el apóstol lo cobija en sus últimas horas como a uno de ellos y lo reconoce como un cristiano. 
Finalmente, todos son crucificados y Barrabás pasa sus últimas horas hablando a Dios, reconociéndolo como una presencia que lo ha acompañado a lo largo de toda la vida y a quien, ahora que está a punto de morir, le ofrece su alma y su arrepentimiento.

## Reparto

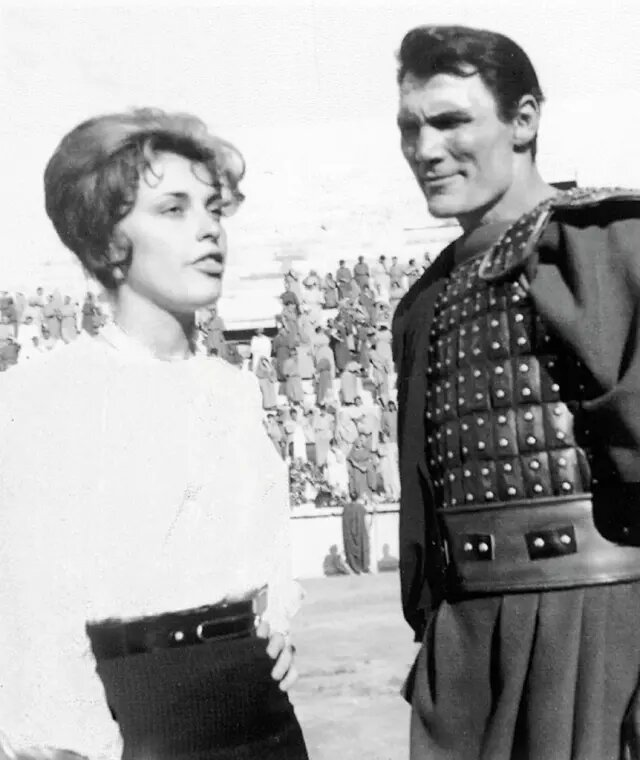
Sharon Tate y Jack Palance detrás de cámaras de la película.

### Actores acreditados
- Anthony Quinn es Barrabás.
- Arthur Kennedy es Poncio Pilato.
- Jack Palance es Torvald, el gladiador de mayor prestigio.
- Silvana Mangano es Raquel.
- Harry Andrews es Pedro.
- Ernest Borgnine es Lucio.
- Katy Jurado es Sara.
- Vittorio Gassman es Sahek.
- Norman Wooland es Rufio.
- Valentina Cortese es Julia.
- Arnoldo Foà es José de Arimatea.
- Michael Gwynn es Lázaro.
- Laurence Payne es un discípulo de Jesús.
- Douglas Fowley es Vasasio.
- Guido Celano es Escorpio.
- Enrico Glori es el hombre que pide la liberación.
- Carlo Giustini es un oficial.
- Gianni di Benedetto es un oficial.
- Robert Hall es el jefe de gladiadores.
- Rina Braido es una juerguista de taberna.
- Tullio Tomadoni es un ciego.
- Joe Robinson es un gladiador.
- Frederich Ledebur es un oficial.
- Spartaco Nale es un supervisor.
- Maria Zanoli es una mendiga.
- Vladimiro Picciafuochi es un guardia.

### Actores sin acreditar
- Roy Mangano es Jesucristo.
- Paola Pitagora es María Magdalena.
- Rina Franchetti es María, hija de Clopás.
- Piero Pastore es Nicodemo.
- Vera Drudi es Salomé.
- Nino Segurini es el apóstol Juan.
- Jacopo Tecchi es el apóstol Tomás.
- Ivan Triesault es el emperador Nerón.
- Sharon Tate es una patricia en la arena del circo.

## Producción
La película fue concebida como una gran epopeya y filmada en Cinecittà, donde se reconstruyó una arena romana bajo la supervisión del productor Dino De Laurentiis. Basado en la novela de Pär Lagerkvist, fue la segunda versión cinematográfica del libro, previamente filmada en 1953 en Suecia.
La actriz estadounidense Sharon Tate, quien vivía en Italia con su familia en ese entonces y tenía 17 años, tuvo su primera aparición en el cine con esta película teniendo un pequeño papel no acreditado como una patricia en el campo de los gladiadores. Antes de que se constituyera el reparto principal, Yul Brynner fue considerado seriamente para el papel protagónico, pero finalmente no le fue asignado.
La partitura musical de Mario Nascimbene, dirigida por Franco Ferrara, director y profesor de dirección en varias academias internacionales famosas, destacó por su componente experimental inusual y marcado. El compositor se refirió a su trabajo, que incluía la introducción de la electrónica, sonidos logrados por la manipulación de velocidades de la cinta, como «nuevos sonidos». 

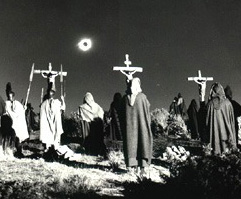
La escena en la que el eclipse solar del 15 de febrero de 1961, fue utilizado para recrear el eclipse de crucifixión.

La representación de la crucifixión se filmó el 15 de febrero de 1961, aprovechando un eclipse total de sol; Laurentiis insistió en grabar las escenas de la crucifixión durante un eclipse de Sol real, sin efectos especiales, con este objetivo la producción se trasladó al pueblo de Roccastrada en Italia. Esto significó un enorme reto para Aldo Tonti, el director de fotografía, no solo porque significaría que solo tenían una oportunidad que duraría dos minutos con cuarenta y cinco segundos para realizar la escena, sino también porque no tenía experiencia en grabar este tipo de eventos. Finalmente usó una cámara con un lente telescópico para filmar el eclipse en sí, otra cámara para un acercamiento a la cruz de Jesús y una tercera cámara para una panorámica de las tres cruces con el eclipse como fondo.

## Distribución
La película se estrenó en Italia el 23 de diciembre de 1961, mientras que en Estados Unidos se estrenó en 1962, ese mismo año se estrenó en Reino Unido, Francia, Alemania Occidental, España, Suecia y en 1963 en Finlandia, Australia y Dinamarca. En 1985 en Filipinas y en 1989 en Hungría.

## Recepción
La película recibió críticas positivas; actualmente tiene una calificación de aprobación del 89 % en Rotten Tomatoes, basada en nueve reseñas con una calificación promedio de 6.8/10.

## Reconocimientos
| Año  | Premio                   | Categoría                                         | Candidato        | Resultado |
| ---- | ------------------------ | ------------------------------------------------- | ---------------- | --------- |
| 1962 | Nastro d'argento         | Mejor fotografía en color                         | Aldo Tonti       | Candidato |
| 1962 | Nastro d'argento         | Mejor diseño de vestuario                         | Maria De Matteis | Candidato |
| 1962 | Nastro d'argento         | Mejor diseño de producción                        | Mario Chiari     | Candidato |
| 1962 | National Board of Review | Registro de mejores películas extranjeras del año | Barrabás         | Admitida  |